# Seel
Seel (japanski: パウワウ Pauwau) jedan je od 1025 fiktivnih vrsta Pokémona iz medijske franšize Pokémon, skupa Pokémon videoigara, animiranih serija, manga stripova, knjiga, igraćih karata i drugih medija kojima je tvorac Satoshi Tajiri. Svrha je Seela u videoigrama, animiranoj seriji i manga stripovima, kao i svrha ostalih Pokémona, borba s divljim Pokémonima – neukroćenim stvorenjima koje igrači i likovi pronalaze dok kreću na razne avanture – i pripitomljenim Pokémonima drugih Pokémon trenera.

## Etimologijaimena
Ime Seel vjerojatno je namjerno pogrešno pisanje engleske riječi "seal" = tuljan, odnoseći se na njegov izgled, kojim podsjeća na tuljana.

## Pokédex podaci
- Pokémon Red/Blue: Istaknuti rog na njegovoj glavi je tvrd. Služi mu u probijanju gustog leda dok pliva.
- Pokémon Yellow: Voli smrzavajuće hladne uvjete. Uživa plivajući u hladnim klimama oko -10 °C.
- Pokémon Gold: Iako može normalno hodati po tlu, graciozan je plivač. Posebno voli biti u smrzavajućim morima.
- Pokémon Silver: Danju obično spava na morskom krevetu u plitkim vodama. Njegove nosnice su zatvorene dok pliva.
- Pokémon Crystal: Svijetloplavo krzno koja ga pokriva štiti ga od hladnoće. Voli oceane ispunjene ledenjacima.
- Pokémon Ruby/Sapphire: Seel lovi plijen u hladnom moru ispod ploča leda. Kad treba udahnuti, razbije rupu u ledu s oštrim istaknutim dijelom na glavi.
- Pokémon Emerald: Seel lovi plijen u hladnom moru ispod ploča leda. Kad treba udahnuti, razbije rupu u ledu s oštro istaknutim dijelom na glavi.
- Pokémon FireRed: Prekriven svijetloplavim krznom, njegova je koža gusta i otporna. Aktivan je u strašno hladnim vodama od -5 °C.
- Pokémon LeafGreen: : Istaknuti rog na njegovoj glavi je tvrd. Služi mu u probijanju gustog leda dok pliva.
- Pokémon Diamond/Pearl: Pokemon koji živi na ledenjacima. Pliva morem koristeći šiljak na glavi da razbija led.

## U videoigrama
Divljeg Seela moguće je pronaći na otocima Morske pjene u igrama Pokémon Red, Blue i Yellow, kao i u poboljšanim verzijama spomenutih igara, Pokémon FireRed i LeafGreen, gdje ga se isto tako može pronaći u Ledenjačkoj spilji. U Gold i Silver verzijama, može ga se pronaći na Whirl otocima gdje obitava Lugia. U igri Pokémon XD: Gale of Darkness, može ga se oteti Cipher Peon Egrogu u Phenac Stadium.
Seel je Elementarni Pokémon koji se razvija u Dewgonga. Seel u divljini kroz igre Pokémon FireRed i LeafGreen zna držati Aspear bobicu. Kada se pročisti put do njegova srca u igri Pokémon XD: Gale of Darkness, Seel dobiva pristup napadu Prijateljske ruke (Helping Hand), kojeg prije nije mogao naučiti.

## Tehnike
| Prirodne tehnike                       | Prirodne tehnike | Prirodne tehnike |
| -------------------------------------- | ---------------- | ---------------- |
| Tehnika                                | Vrsta tehnike    | Razina           |
| Glavom kroz zid (Headbutt)             | Normalni         |                  |
| Režanje (Growl)                        | Normalni         | 3                |
| Igra u vodi (Water Sport)              | Vodeni           | 7                |
| Ledeni povjetarac (Icy Wind)           | Ledeni           | 11               |
| Bis (Encore)                           | Normalni         | 13               |
| Ledena krhotina (Ice Shard)            | Ledeni           | 17               |
| San (Rest)                             | Psihički         | 21               |
| Vodeni prsten (Aqua Ring)              | Vodeni           | 23               |
| Zraka polarne svjetlosti (Aurora Beam) | Ledeni           | 27               |
| Vodeni mlaz (Aqua Jet)                 | Vodeni           | 31               |
| Slana voda (Brine)                     | Vodeni           | 33               |
| Rušenje (Take Down)                    | Normalni         | 37               |
| Ronjenje (Dive)                        | Vodeni           | 41               |
| Vodeni rep (Aqua Tail)                 | Vodeni           | 43               |
| Ledena zraka (Ice Beam)                | Ledeni           | 47               |
| Tjelesni čuvar (Safeguard)             | Normalni         | 51               |

## Statistike
| HP:      | 65 |  |
| Attack:  | 45 |  |
| Defense: | 55 |  |
| Special: | 70 |  |
| SpAtk:   | 45 |  |
| SpDef:   | 70 |  |
| Speed:   | 45 |  |

Statistika Special korištena je samo tijekom prve generacije; kasnije je podijeljenja na Special Attack i Special Defense statistike.

## U animiranoj seriji
Seel je Pokémon koji pripada Lily, Violet i Daisy, 'pravim' Vođama dvorane grada Ceruleana (Misty je obično odsutna zbog putovanja s Ashom Ketchumom, iako je sada ponovno ona Vođa te dvorane). Kada Tim Raketa napadne dvoranu grada Ceruleana, njihov stroj usisa Seela i Ashovog Pikachua. Pikachu iskoristi vodu u dvorani kako bi isključio stroj i spasio Lilyine, Violetine i Daisyine Pokémone, uključujući i Seela. Mnogo kasnije, u jednoj od epizoda tijekom još jedne borbe s Timom Raketa, razvio se u Dewgonga.
Nakon tog pojavljivanja, još je jedan Seel viđen kao prijatelj Slowkinga na Shamouti otoku smještenog u Orange otočju, a kasnije je viđen i na Whirl otocima. Pojavio se u više epizoda, iako su ostale bile veoma malog značenja.